# Kurt Mannig
Kurt Albert Mannig (geboren 19. Dezember 1912 in Hannover; gestorben 23. Juli 1996 in Göttingen) war ein deutscher Maler, Glasmaler, Plastiker, Illustrator und Restaurator.

## Leben
Mannig wurde kurz vor dem Ersten Weltkrieg als Sohn des Kaufmannes Georg Friedrich Mannig und der Berta Luise Minna Gerke in Hannover geboren. Seine ersten künstlerischen Eindrücke erhielt er dort bereits als Kind durch den zur Nachbarschaft seiner Familie zählenden Landschaftsmaler Hermann Otto (geboren 1882). 1918 übersiedelte Mannig mit seiner Familie nach Hildesheim, wo er das dortige Realgymnasium besuchte und 1926 Privatunterricht bei dem Maler Paul Strecker nahm. Schon während seiner Schulzeit belieferte Mannig eine Hildesheimer Kunsthandlung mit Druckgrafiken und Aquarellen. Nachdem er im Alter von 16 Jahren das Gymnasium verließ, um Bildhauer zu werden, besuchte er von 1927 bis 1928 die Hildesheimer Kunstgewerbeschule – die spätere Fachschule Holztechnik und Gestaltung Hildesheim – als Schüler von Oskar Popp und nahm parallel dazu Privatunterricht bei dem Kunstmaler Wilhelm Seeger.
Von 1928 bis 1932 besuchte Mannig die hannoversche Kunstgewerbeschule, wo er zunächst als Schüler in der Bildhauerklasse von Hermann Scheuernstuhl lernte, um dann zur Malerei zu wechseln, zunächst in der Klasse von Georg Kindermann, dann bei Carl Wiederhold und ab 1930 bei Fritz Burger-Mühlfeld. Durch diesen wurde er zu eigenen Werken im Stil des Expressionismus angeregt, intensiviert noch von Mannigs Begegnung mit dem Kunsthistoriker Alexander Dorner. Auch zeitgenössische hannoversche Werke der Neuen Sachlichkeit beeinflussten Mannigs Kunststil. Schließlich veranlasste die Freundschaft mit einem Glasmaler zu einer weiteren, 1932 bis 1935 durchlaufenen Ausbildung zum Glasmaler im Atelier von Friedrich Wenzel (geboren 1887), wo Mannig sein künstlerisches Schaffen mit einer handwerklichen Tätigkeit verbinden konnte.
Von 1935 bis 1939 arbeitete Mannig als freischaffender Maler und Glasmaler, unterbrach diese Tätigkeiten zeitweilig zu Studienzwecken in Berlin und München.
Während des Zweiten Weltkrieges diente Mannig von 1939 bis 1945 als Kartenzeichner im Kriegsdienst. In diesem Zeitraum heiratete er am 12. Oktober 1942 im Ostseebad Warnemünde bei Rostock die verwitwete Putzmacherin Gertrud Helene, genannt Hella, geborene Klein, verwitwete Jacobi (geboren 15. Juli 1907 in Gettenbach; gestorben 23. Juni 1993 in Göttingen). Die Ehe blieb kinderlos. Im Folgejahr 1943 wurde Mannigs hannoversches Atelier in der Heinrichstraße durch die Luftangriffe auf Hannover von Fliegerbomben zerstört, zugleich auch ein Großteil seiner Arbeiten.

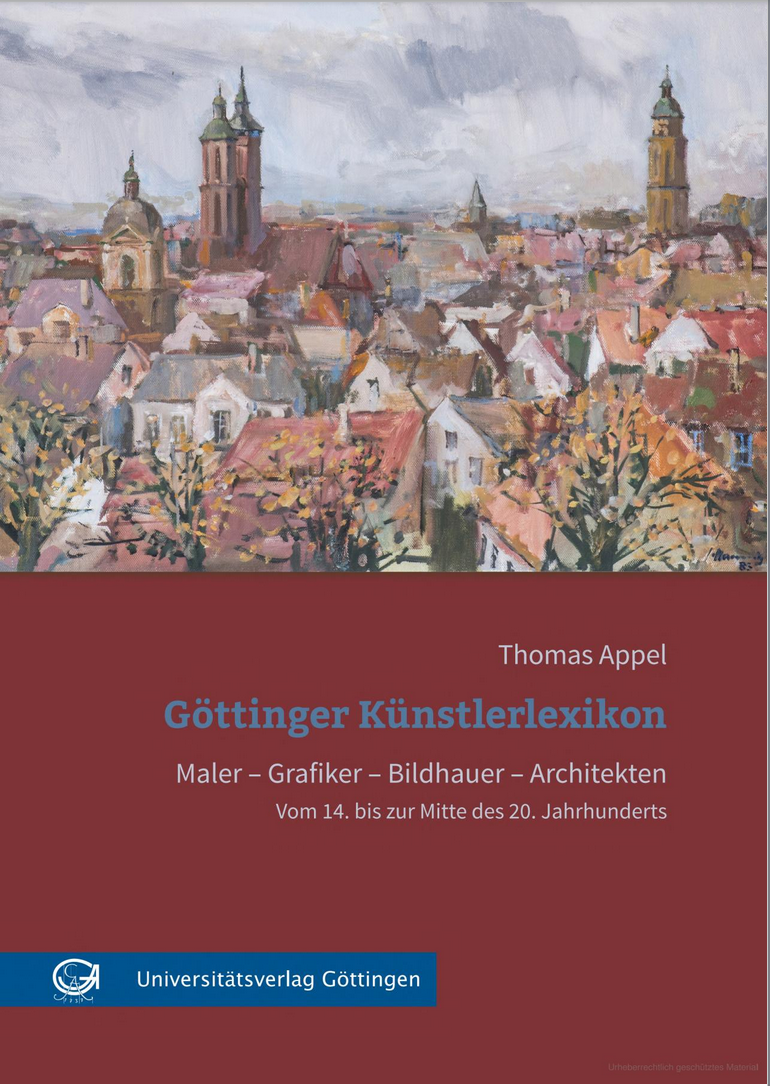
Abbildung Göttingen von Süden auf dem Göttinger Künstlerlexikon;
Ölgemälde, Städtisches Museum Göttingen

Noch während des Krieges übersiedelten Mannigs Eltern nach Göttingen. In das elterliche Haus in der Calsowstraße 37 folgten ihnen der Künstler 24. September 1945 mit seiner Ehefrau, blieb dort beinahe zeitlebens wohnen und unterhielt dort auch eine Restaurierungswerkstatt. Dennoch blieb Mannig weiterhin als Maler und Glasmaler auch in Hannover tätig. In der frühen Nachkriegszeit schuf er zudem Plastiken und als Grafiker verschiedene Illustrationen.
1946 gründete Mannig gemeinsam mit anderen Kunstschaffenden die Regionalgruppe des Bunds Bildender Künstlerinnen und Künstler Südniedersachsen. Ab 1947 wirkte er vor allem als Restaurator von Gemälden und Skulpturen, teils auch als Kunsterzieher. Von 1949 bis 1954 leitete er in Göttingen die „Foyer-Ausstellungen“ im Deutschen Theater.
1955 arbeitete er als Praktikant bei Fritz Reimold in der Restaurierungswerkstatt des Niedersächsischen Landesmuseums Hannover, um anschließend vom 15. Juni 1955 bis 30. Juli 1961 als Restaurator des Städtischen Museums Göttingen vor allem mittelalterliche und neuzeitliche Holzskulpturen und Gemälde zu restaurieren und zu konservieren.

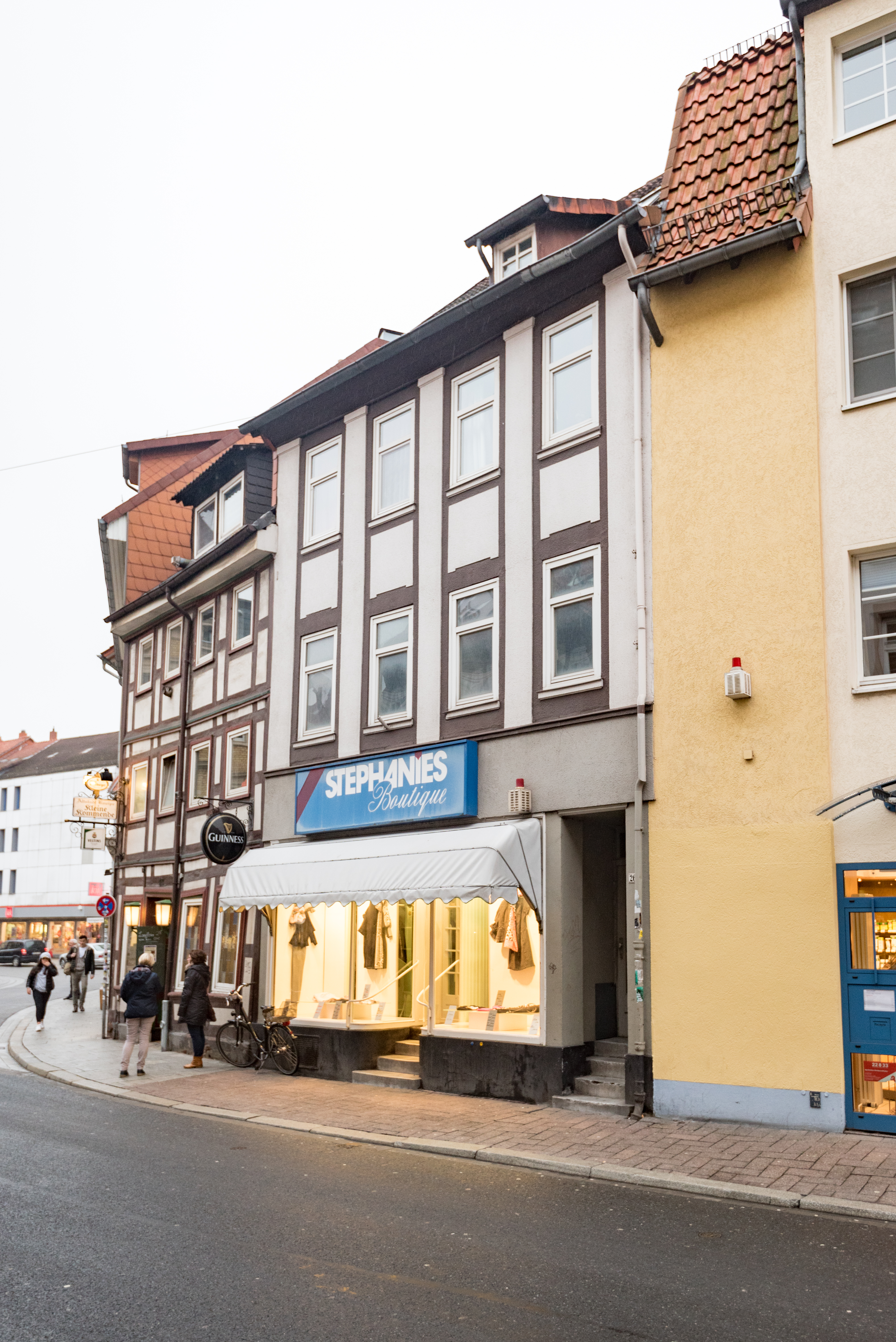
Groner-Tor-Straße 26, zeitweilig Wohnsitz und Atelier Mannigs

Unterdessen hatte Mannig ab 1957 und bis 1969 im Dachgeschoss des Hauses Groner-Tor-Straße 26, das seinem Großvater, einem Musikinstrumentenmacher, gehörte und das er auch zeitweilig bewohnte, ein gesondertes Atelier unterhalten, während Mannigs Ehefrau im selben Haus ein Hutmachergeschäft betrieb.
Seine Arbeiten in Deutschland unterbrach Mannig lediglich für mehrfache Studienreisen nach Frankreich, Belgien, in die Niederlande, nach Österreich, in die Schweiz, nach Italien und Polen und 1958 in die Vereinigten Staaten von Amerika.
1959 restaurierte Mannig die schon zuvor Ende des 19. Jahrhunderts im Orgelgehäuse der Kirche wieder aufgefundene und in 50 Teile zerlegte Retabel der St. Martin-Kirche in Göttingen-Geismar. Dem folgen 1966 die Restaurierungen von fünf aus dem Oberbergamt Clausthal stammenden Gemälde des im 18. Jahrhundert tätigen Wanderporträtisten Johann Ludwig Peithmann.
1972 bis 1973 arbeitete er als Restaurator am Herzog Anton Ulrich-Museum in Braunschweig. Zeitweilig parallel dazu wirkte er in den Göttinger Kirchen St. Albani und St. Jacobi. Anschließend war er bis etwa 1990 durchgängig zuständig für die Überwachung der Skulpturen des Städtischen Museums Göttingen.
Mannig schuf „eine Fülle von Motiven“ insbesondere aus der Stadt Göttingen und der Region. Zahlreiche seiner Arbeiten  gelangten im In- und Ausland in privaten und öffentlichen Besitz. Seinen künstlerischen Nachlass vermachte er dem Göttinger Städtischen Museum, während sein schriftlicher Nachlass, darunter zahlreiche Fotos seiner Werke und Belege zu seinen Restaurierungsarbeiten, an das Stadtarchiv Göttingen ging.
Kurt Mannig starb am 23. Juli 1996 in Göttingen im 84. Lebensjahr und wurde anonym auf dem Friedhof Junkerberg im Göttinger Stadtteil Weende beigesetzt.

## Ausstellungen
Neben der Beteiligung an Gruppenausstellungen in Berlin, Rostock, Kassel, Hannover, Braunschweig, Springe, Hameln, Hildesheim, Oldenburg, Essen sowie in Polen und England beschickte Mannig Einzelausstellungen in Hannover, Bad Pyrmont, Emden, Wilhelmshaven, Bad Harzburg und Osterode sowie 1968, 1976, 1987/88 und 1997 in Göttingen.

## Werke (Auswahl)
- 1956 signiert: Neujahrswunsch; Linolschnitt 12,8 × 7,9 cm[1]
- Um 1950 monografiert, St. Michael-Kirche in Göttingen: Das Glasfenster rechts der Orgelempore zeigt im Rund eine Schutzmantelmadonna mit Vertriebenen und verwundetem Soldaten, darunter im Rund zwischen zwei Kindern ein heiliger Mönch, einen Mann tragend.[1]
- 1970 signiert: Rohns’sches Badehaus, Siebdruck 61 × 86 cm, Jahresgabe des Göttinger Kunstvereins[1]
- um 1974: Die Puppenbühne, dreifarbiges Aquarell als Entwurf für ein Plakat, 50 × 45 cm[1]